# 11 juli
11 juli is de 192ste dag van het jaar (193ste dag in een schrikkeljaar) in de gregoriaanse kalender. Hierna volgen nog 173 dagen tot het einde van het jaar.

## Gebeurtenissen
- Algemeen
  - 1883 - Het waterschap Het Woud werd opgericht bij besluit van Provinciale Staten van Noord-Brabant.
  - 1947 - De Exodus 1947 vertrekt uit Frankrijk naar Palestina.
  - 1973 - Een Braziliaanse Boeing 707 stort neer nabij Parijs: 123 doden.[1]
  - 1978 - Ongeluk met een tankwagen met propaangas bij camping Los Alfaques in Spanje. Bij de ontploffing komen 216 mensen om het leven, onder wie 10 Nederlanders en 36 Belgen.
  - 1987 - VN-secretaris-generaal Perez de Cuéllar wijst de Joegoslavische baby Matej Gaspar aan als vijf miljardste aardbewoner.
  - 1991 - Een Nigeriaanse DC-8 stort neer nabij de Saoedische havenstad Djedda: 261 doden.[2]
  - 2001 - Herman Brood pleegt zelfmoord door van het dak te springen van het Hilton hotel in Amsterdam.
  - 2013 - Bij een botsing tussen twee bussen in Oekraïne komen minstens acht mensen om het leven en raken 27 anderen verwond.
- Oorlog
  - 1302 - De Slag bij Kortrijk, beter bekend als de Guldensporenslag, werd gevochten tussen milities uit het graafschap Vlaanderen en het Frans leger onder graaf Artois met een nederlaag voor de Fransen.
  - 1420 - In de Slag bij Sloten behalen de Schieringers met hulp van troepen van Jan van Beieren een belangrijke overwinning op de Geallieerden.
  - 1995 - Bosnische Serviërs nemen de moslimstad Srebrenica in. Zo'n achtduizend mannelijke inwoners worden afgevoerd en vermoord.
- Politiek
  - 472 - Ricimer (magister militum) en machtigste man van Rome laat keizer Anthemius executeren (onthoofding). Hij zet Olybrius op de troon en regeert gezamenlijk met hem het West-Romeinse Rijk.
  - 1346 - Karel IV van Luxemburg wordt gekozen als keizer van het Heilige Roomse Rijk.
  - 1533 - Koning Hendrik VIII van Engeland wordt geëxcommuniceerd.
  - 1804 - In een duel doodt de Amerikaanse vicepresident Aaron Burr de minister van Financiën, Alexander Hamilton.
  - 1832 - Oprichting van de Leopoldsorde, deze onderscheiding wordt in België toegekend voor diensten die aan het vaderland werden bewezen.
  - 1855 - Haarlemmermeer wordt officieel een Nederlandse gemeente.
  - 1919 - In Nederland wordt een wet opgesteld waarin de achturige werkdag en een vrije zondag worden vastgelegd.
  - 1921 - Mongolië wordt onafhankelijk van China.
  - 1932 - Muhammad Ali Bey al-Abid wordt president van Syrië.
  - 1960 - Katanga scheidt zich af van Congo.
  - 1991 - Boris Jeltsin (1931-2007) wordt beëdigd als president van Rusland.
  - 2014 - De in Nederland woonachtige Jean-Baptiste Mugimba mag volgens de rechter worden uitgeleverd aan Rwanda.
- Sport
  - 1925 - De eerste TT van Assen wordt verreden over een parcours tussen de driehoek Rolde – Borger – Schoonloo.
  - 1931 - Opening van het Prater Stadion in de Oostenrijkse hoofdstad Wenen.
  - 1946 - Oprichting van de Internationale Handbalfederatie (IHF).
  - 1949 - Het Cypriotisch voetbalelftal speelt de eerste interland uit de geschiedenis. De ploeg verliest in Tel Aviv met 3-1 van Israël.
  - 1982 - Italië wint de wereldtitel door West-Duitsland in de finale van het WK voetbal met 3-1 te verslaan.
  - 1992 - Tonnie Dirks en Carla Beurskens winnen in Onderdijk de eerste editie van het NK halve marathon.
  - 1999 - Joane Somarriba wint als eerste Spaanse ooit de Giro Donne, de vrouwelijke tegenhanger van de Ronde van Italië.
  - 2007 - De Chileense voetbalbond schorst Jorge Valdivia, Jorge Vargas, Rodrigo Tello, Pablo Contreras, Reinaldo Navia en Álvaro Ormeño voor twintig interlandduels wegens een vermeend drinkgelag voorafgaand aan de kwartfinale tegen Brazilië bij de strijd om de Copa América.
  - 2010 - Spanje wint met 1-0 in de 116e minuut de finale van het WK voetbal tegen Nederland.
  - 2021 - Italië wint na strafschoppen het Europees kampioenschap voetbal 2021 tegen Engeland.
- Wetenschap en technologie
  - 1801 - Jean-Louis Pons ontdekt zijn eerste komeet. Tussen 1801 en 1827 zal hij in totaal 37 kometen ontdekken.
  - 1895 - De Gebroeders Lumière vertonen een eerste film aan wetenschappers.
  - 1937 - De Nederlander J.K. Hoekstra vestigt het huidige Nederlandse record zweefvliegen (duurvlucht) door 24 uur en 3 minuten in de lucht te blijven.
  - 1975 - Chinese archeologen ontdekken in Xi'an het terracottaleger; een grote begraafplaats met 6000 kleien beelden van strijders uit 221 v.Chr.
  - 1979 - Het ruimtestation Skylab komt terug op aarde. Restanten komen deels neer in het westen van Australië.[3]
  - 1991 - Er treedt een totale zonsverduistering op die waarneembaar is in Hawaï, Mexico, Centraal-Amerika, Colombia, Brazilië, maar niet vanuit Nederland en België. Deze verduistering is de 36e in Sarosreeks 136.[4]
  - 2006 - Softwareproducent Microsoft beëindigt de ondersteuning voor Windows 98 en Windows ME.
  - 2008 - De introductie van de iPhone 3G in 22 landen waaronder Nederland en België.
  - 2022 - Lancering van een Falcon 9 raket van SpaceX vanaf Vandenberg Space Force Base SLC-4E voor de Starlink group 3-1 missie met 46 Starlink satellieten. Dit is de 50e missie ten behoeve van het Starlink netwerk.[5]
  - 2022 - Lancering van een Black Brant IX suborbitale sondeerraket van NASA vanaf Arnhem Space Centre van Equatorial Launch Australia (ELA) in Australië met het Dual-channel Extreme Ultraviolet Continuum Experiment, of DEUCE experiment.[6]
  - 2023 - In een artikel in het wetenschappelijk tijdschrift Astronomy & Astrophysics maakt een team van wetenschappers bekend dat uit metingen is gebleken dat het sterrenstelsel NGC 1277 nauwelijks donkere materie heeft. De wetenschappers denken dat dit tekort misschien al is ontstaan bij de vorming van het stelsel of dat dit is gekomen door interactie van het stelsel met de omgeving.[7][8]

## Geboren

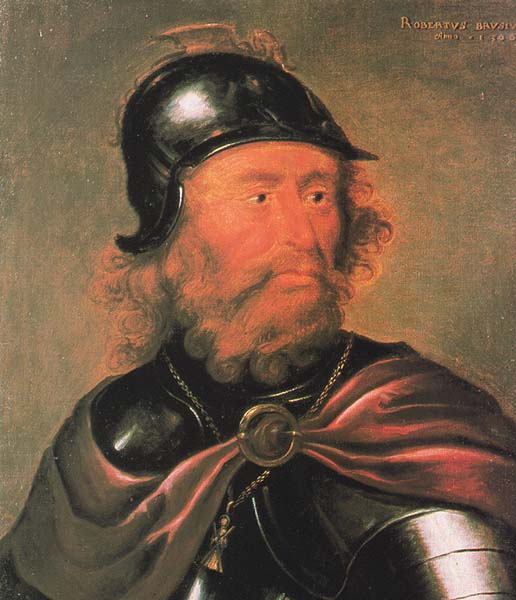
Robert I van Schotland
geboren in 1274

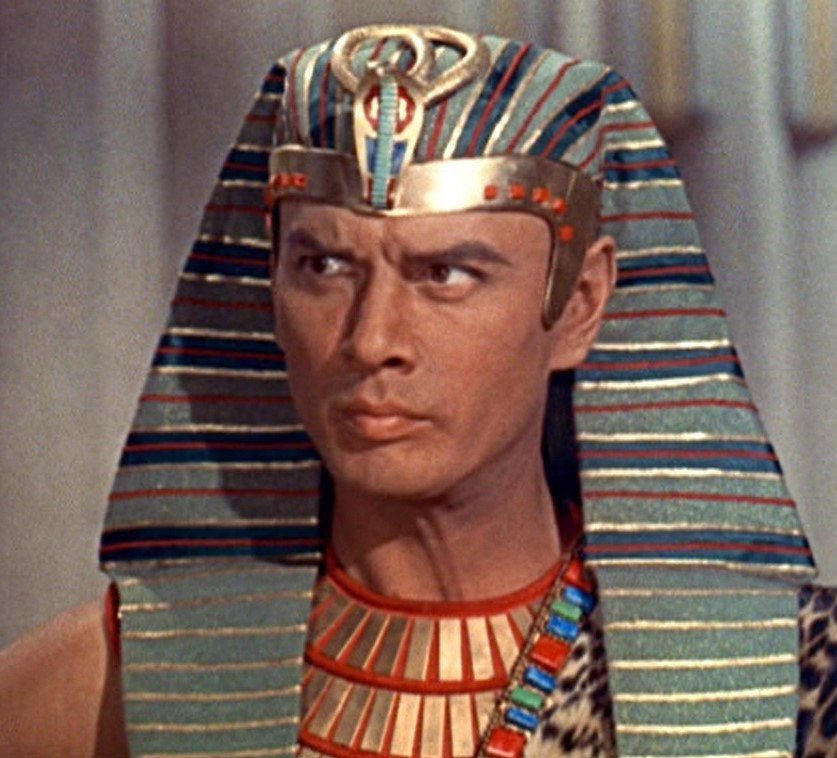
Yul Brynner,
geboren in 1920

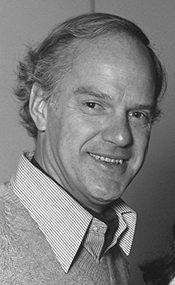
Dolf de Vries
geboren in 1937

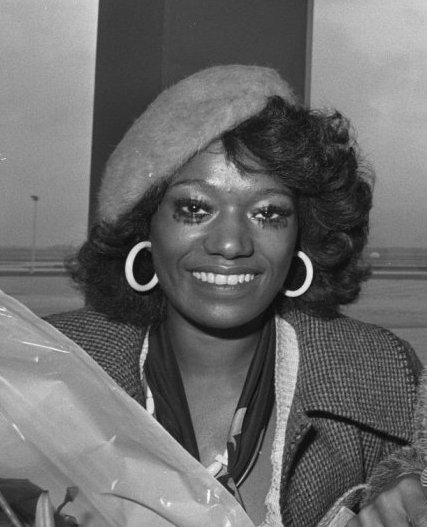
Bonnie Pointer
geboren in 1950

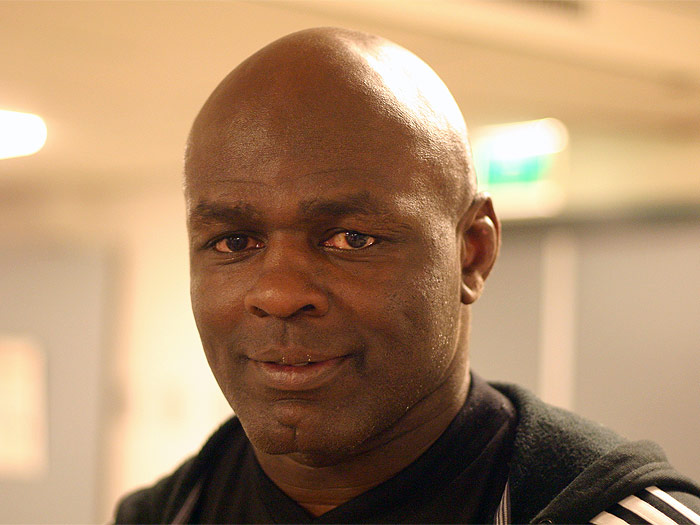
Ernesto Hoost
geboren in 1965

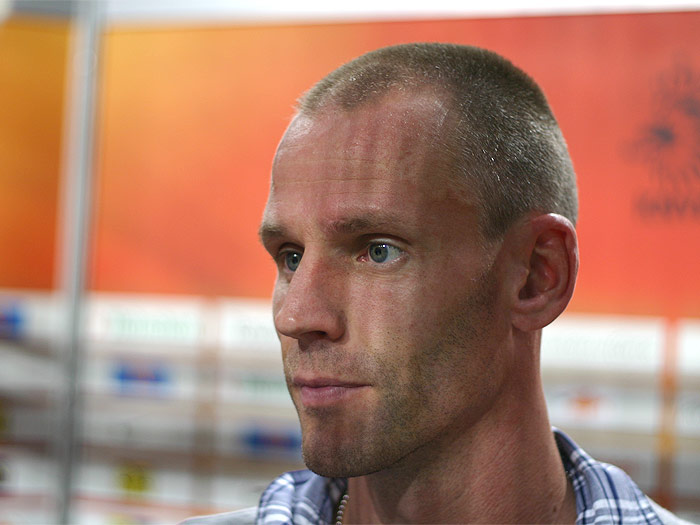
André Ooijer
geboren in 1974

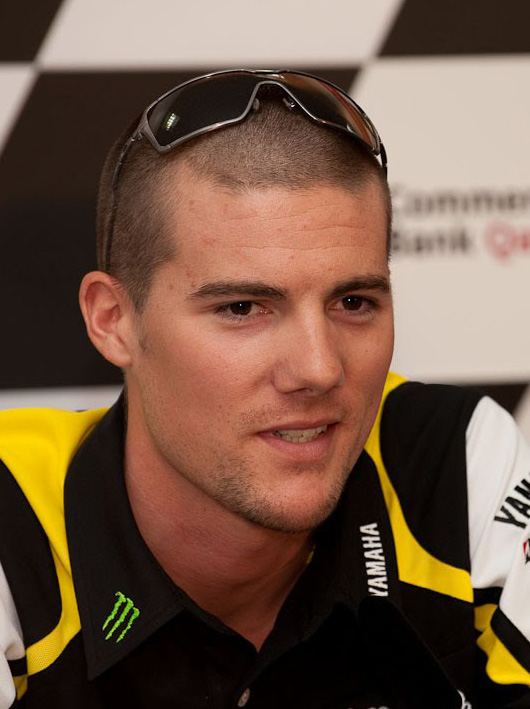
Ben Spies
geboren in 1984

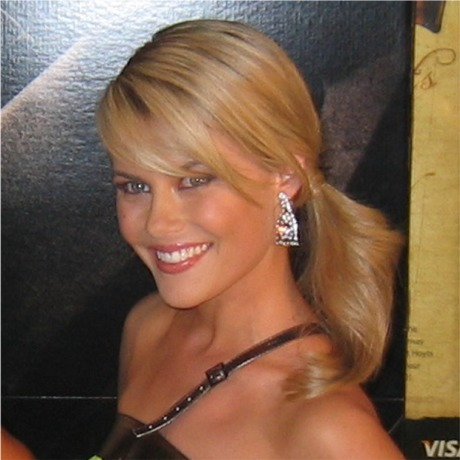
Rachael Taylor
geboren in 1984

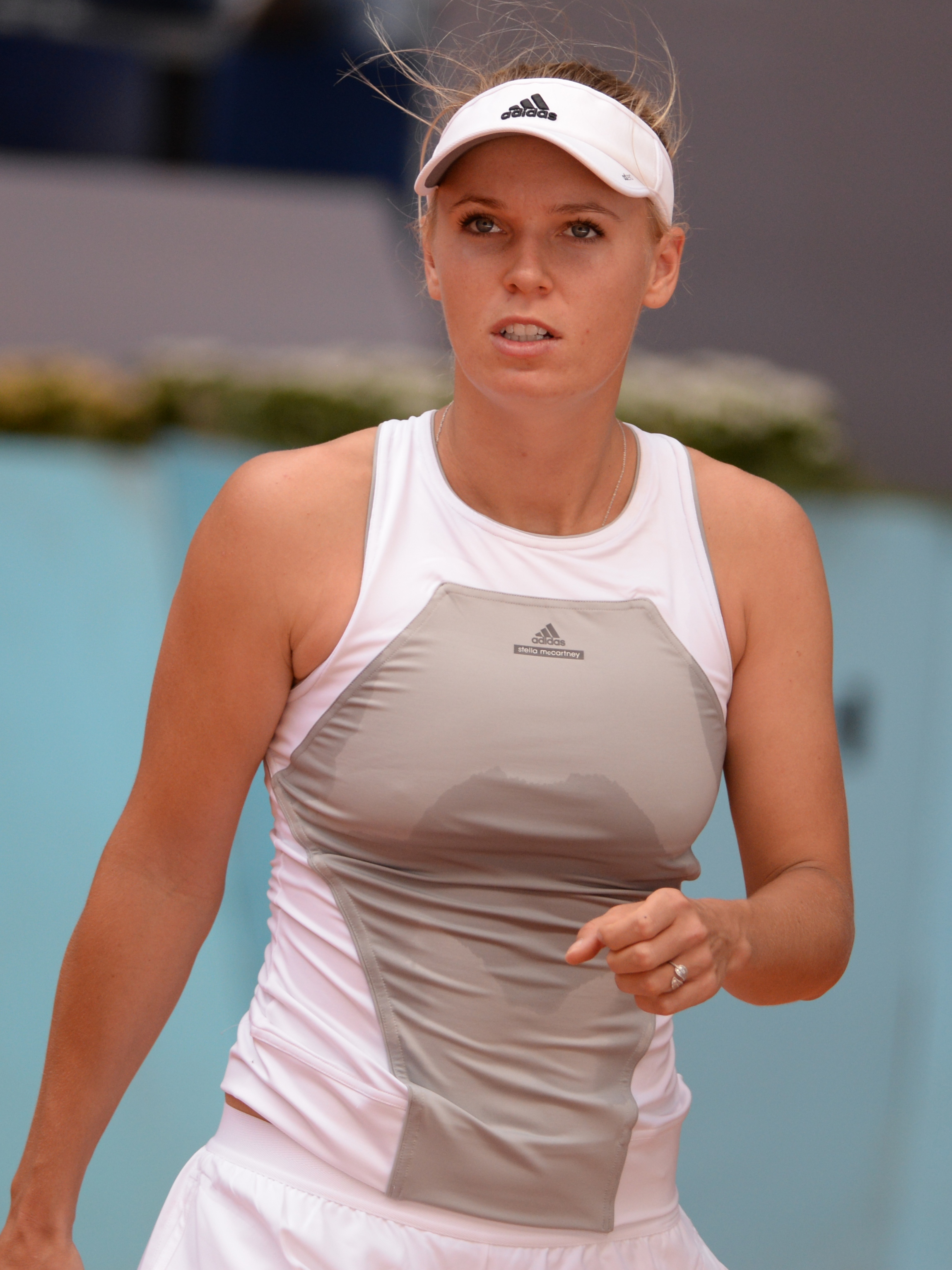
Caroline Wozniacki
geboren in 1990

- 1274 - Robert the Bruce, koning van Schotland (overleden 1329)
- 1657 - Koning Frederik I van Pruisen (overleden 1713)
- 1662 - Maximiliaan II Emanuel van Beieren, keurvorst van Beieren (overleden 1726)
- 1738 - Albert Casimir van Saksen-Teschen, hertog van Teschen en landvoogd van de Zuidelijke Nederlanden (overleden 1822)
- 1751 - Caroline Mathilde van Wales, Brits prinses (overleden 1775)
- 1767 - John Quincy Adams, zesde president van de Verenigde Staten (overleden 1848)
- 1806 - Giacinto Gigante, Italiaans kunstschilder (overleden 1876)
- 1818 - Emmanuel Rosseels, Vlaams toneelschrijver (overleden 1904)
- 1826 - Franz Grashof, Duits wiskundige (overleden 1893)
- 1841 - Daniël de Lange, Nederlands componist (overleden 1918)
- 1844 - Peter I van Joegoslavië, koning van Servië, koning van Joegoslavië (overleden 1921)
- 1846 - Léon Bloy, Frans schrijver, dichter en essayist (overleden 1917)
- 1857 - Alfred Binet, Frans psycholoog (overleden 1911)
- 1860 - Pio del Pilar, Filipijns revolutionair en generaal (overleden 1931)
- 1861 - George W. Norris, Amerikaans politicus (overleden 1944)
- 1869 - Pio Valenzuela, Filipijns politicus en leider van de Filipijnse revolutionaire beweging Katipunan (overleden 1956).
- 1880 - Reveriano Soutullo Otero, Spaans componist (overleden 1932)
- 1888 - Johanna Beyer, Duits-Amerikaans componiste (overleden 1944)
- 1888 - Carl Schmitt, Duits filosoof en rechtsgeleerde (overleden 1985)
- 1890 - Béla Miklós, Hongaars generaal en staatsman (overleden 1948)
- 1890 - José Manuel Izquierdo Romeu, Spaans componist (overleden 1951)
- 1898 - Herman de Man, Nederlands schrijver (overleden 1946)
- 1899 - Léon Vleurinck, Belgische roeier (overleden 1982)
- 1902 - Samuel Goudsmit, Nederlands-Amerikaans natuurkundige (overleden 1978)
- 1904 - Niño Ricardo, Spaans gitarist en componist (overleden 1972)
- 1906 - Herbert Wehner, Duits politicus (overleden 1990)
- 1910 - Enrique Guaita, Italo-Argentijns voetballer (overleden 1959)
- 1910 - Johanna Schouten-Elsenhout, Surinaams dichteres (overleden 1992)
- 1913 - Kofi Abrefa Busia, Ghanees premier (overleden 1978)
- 1915 - Colin Kelly, Amerikaans militair piloot (overleden 1941)
- 1916 - Hans Maier, Nederlands waterpolospeler (overleden 2018)
- 1916 - Aleksandr Prochorov, Russisch natuurkundige en Nobelprijswinnaar (overleden 2002)
- 1916 - Reg Varney, Engels acteur (overleden 2008)
- 1920 - Yul Brynner, Amerikaans acteur (overleden 1985)
- 1921 - Ilse Werner, Duits actrice en zangeres (overleden 2005)
- 1922 - Fritz Riess, Duits autocoureur (overleden 1991)
- 1924 - Stan Poppe, Nederlands politicus (overleden 2000)
- 1924 - Alberto Uria, Uruguayaans autocoureur (overleden 1988)
- 1925 - Nicolai Gedda, Zweeds tenor (overleden 2017)
- 1927 - Herbert Blomstedt, Zweeds dirigent
- 1927 - Herman Stok, Nederlands radio- en televisiepresentator (overleden 2021)
- 1928 - Nic Jonk, Nederlands beeldend kunstenaar (overleden 1994)
- 1928 - Andrea Veneracion, Filipijns musicus en dirigent (overleden 2013)
- 1929 - Piet van Heusden, Nederlands wielrenner (overleden 2023)
- 1929 - Hermann Prey, Duits operazanger (overleden 1998)
- 1930 - Buddy Cagle, Amerikaans autocoureur (overleden 2020)
- 1931 - Rik Luyten, Belgisch wielrenner (overleden 1969)
- 1931 - Jan op den Velde, Nederlands roeier (overleden 2022)
- 1931 - Herman de Vries, Nederlands beeldend kunstenaar
- 1932 - Marjan Berk, Nederlands schrijfster en actrice
- 1932 - Hans van Manen, Nederlands choreograaf
- 1932 - Gerrit Voges, Nederlands voetballer (overleden 2007)
- 1934 - Giorgio Armani, Italiaans kledingontwerper
- 1934 - Teuvo Kohonen, Fins informaticus (overleden 2022)
- 1937 - Dolf de Vries, Nederlands acteur en schrijver (overleden 2020)
- 1939 - Seth Gaaikema, Nederlands cabaretier en tekstschrijver (overleden 2014)
- 1940 - Vinko Cuzzi, Kroatisch voetballer (overleden 2011)
- 1941 - Clive Puzey, Zimbabwaans autocoureur
- 1942 - Jean Jourden, Frans wielrenner (overleden 2024)
- 1942- Tomasz Stańko, Pools jazztrompettist en -componist (overleden 2018)
- 1943 - Howard Gardner, Amerikaans psycholoog
- 1943 - David Luteijn, Nederlands politicus (overleden 2022)
- 1943 - Rolf Stommelen, Duits autocoureur (overleden 1983)
- 1946 - Sarah Blaffer Hrdy, Amerikaans primatoloog, antropoloog en auteur
- 1946 - Jean-Pierre Coopman, Belgisch bokser
- 1947 - Henk Rooimans, Nederlands architect en beeldend kunstenaar (overleden 2019)
- 1948 - Alex Van Haecke, Vlaams acteur
- 1949 - Alfredo Chinetti, Italiaans wielrenner
- 1949 - Émerson Leão, Braziliaans voetballer
- 1949 - Robert Paul, Nederlands cabaretier en zanger
- 1949 - Miikka Toivola,  Fins voetballer (overleden 2017)
- 1950 - Bruce McGill, Amerikaans acteur
- 1950 - Bonnie Pointer, Amerikaans zangeres The Pointer Sisters (overleden 2020)
- 1951 - Walter Meeuws, Belgisch voetballer
- 1951 - Russell Weir, Brits golfer (overleden 2022)
- 1952 - Robert R. McCammon, Amerikaans schrijver
- 1953 - Karen Bethzabe, Mexicaans actrice
- 1953 - Govert de Roos, Nederlands fotograaf
- 1953 - Patricia Reyes Spíndola, Mexicaans actrice
- 1953 - Leon Spinks, Amerikaans bokser (overleden 2021)
- 1953 - Mindy Sterling, Amerikaans actrice
- 1953 - Bramwell Tovey, Brits componist, dirigent en pianist (overleden 2022)
- 1954 - Peter Hoppenbrouwers, Nederlands historicus (overleden 2023)
- 1954 - Butch Reed, Amerikaans professioneel worstelaar (overleden 2021)
- 1955 - Lars Karlsson, Zweeds schaker
- 1955 - Jeroen van Merwijk, Nederlands cabaretier, schilder en liedjesschrijver (overleden 2021)
- 1958 - Hein van der Heijden, Nederlands acteur
- 1958 - Hugo Sánchez, Mexicaans voetballer
- 1959 - Richie Sambora, Amerikaans zanger en gitarist
- 1959 - Suzanne Vega, Amerikaans zangeres
- 1961 - Michael Bakker, Nederlands diskjockey
- 1961 - Robèrt van Beckhoven, Nederlands patissier
- 1961 - Ramilja Boerangoelova, Sovjet-Russisch/Russisch atlete
- 1962 - Kerrith Brown, Brits judoka
- 1962 - Jacqueline Hautenauve, Belgisch atlete
- 1963 - Lisa Rinna, Amerikaans actrice
- 1963 - Riccardo Romagnoli, Italiaans autocoureur
- 1965 - Tiedo Groeneveld, Nederlands popmuzikant
- 1965 - Dineke de Groot, Nederlands juriste; president van de Hoge Raad der Nederlanden sinds 2020
- 1965 - Ernesto Hoost, Nederlands kickbokser
- 1965 - Vladimir Jepisjin, Russisch schaker
- 1966 - Mel Appleby, Brits zangeres (overleden 1990)
- 1966 - Kentaro Miura, Japans mangaka (overleden 2021)
- 1968 - Rikard Winsnes, Zweeds schaker
- 1969 - Corentin Martins, Frans voetballer
- 1969 - An Swartenbroekx, Belgisch actrice
- 1969 - David Tao, Taiwanees singer-songwriter
- 1970 - Jaco Geurts, Nederlands politicus
- 1971 - Leisha Hailey, Amerikaans muzikant en actrice
- 1972 - Henrique Capriles, Venezolaans politicus
- 1972 - Ilonda Lūse, Lets langebaanschaatsster
- 1972 - Cedric Van Lommel, Belgisch wielrenner
- 1973 - Konstantinos Kenteris, Grieks atleet
- 1973 - Jeon Ki-Young, Zuid-Koreaans judoka
- 1974 - Hermann Hreiðarsson, IJslands voetballer
- 1974 - André Ooijer, Nederlands voetballer
- 1975 - Rubén Baraja, Spaans voetballer
- 1975 - Geert Van Rampelberg, Vlaams acteur
- 1976 - Lil' Kim, Amerikaans rapzangeres
- 1976 - Christina Scherwin, Deens atlete
- 1977 - Robert Kempiński, Pools schaker
- 1977 - Tobias Welz, Duits voetbalscheidsrechter
- 1978 - Svetlana Ganina, Russisch tafeltennisster
- 1978 - Massimiliano Rosolino, Italiaans zwemmer
- 1978 - Martin Wiegele, Oostenrijks golfer
- 1979 - Femke Dekker, Nederlands roeier
- 1979 - Jaromír Paciorek, Tsjechisch voetballer (overleden 2025)
- 1979 - Raio Piiroja, Estisch voetballer
- 1980 - Mathias Boe, Deens badmintonner
- 1980 - Juan José Oroz, Spaans wielrenner
- 1980 - Theodore James Wilson, Canadees professioneel worstelaar
- 1981 - Daan Vaesen, Belgisch voetballer
- 1983 - Elrio van Heerden, Zuid-Afrikaans voetballer
- 1983 - Kristof Michiels, Belgisch basketbalcoach
- 1983 - Marie Serneholt, Zweeds zangeres
- 1984 - Tanith Belbin, Canadees-Amerikaans kunstschaatsster
- 1984 - Christian Landu-Tubi, Congolees voetballer
- 1984 - Ben Spies, Amerikaans motorcoureur
- 1984 - Serinda Swan, Canadees televisie- en filmactrice
- 1984 - Rachael Taylor, Australisch televisie- en filmactrice
- 1985 - Martín Anselmi, Argentijns voetbaltrainer
- 1985 - Gonzalo Tellechea, Argentijns triatleet
- 1986 - Nana Asare, Ghanees voetballer
- 1986 - Yoann Gourcuff, Frans voetballer
- 1987 - William Meynard, Frans zwemmer
- 1987 - Sarah Morton, Nederlands schrijfster
- 1988 - Andreas Bjelland, Deens voetballer
- 1988 - Naoki Yamamoto, Japans autocoureur
- 1989 - Konrad Czerniak, Pools zwemmer
- 1989 - Marco Grimalt, Chileens beachvolleyballer
- 1989 - David Henrie, Amerikaans acteur
- 1989 - Tobias Sana, Zweeds voetballer
- 1989 - Vincent Yator, Keniaans atleet
- 1990 - Mona Barthel, Duits tennisster
- 1990 - Roxanne van Hemert, Nederlands langebaanschaatsster
- 1990 - Achille Lauro, Italiaans zanger
- 1990 - Connor Paolo, Amerikaans acteur
- 1990 - Caroline Wozniacki, Deens tennisster
- 1991 - Thomas Shields, Amerikaans zwemmer
- 1994 - Steven Casteele, Belgisch atleet
- 1994 - Nina Nesbitt, Schotse singer-songwriter
- 1994 - Jan Scherrer, Zwitsers snowboarder
- 1995 - Émilien Jacquelin, Frans biatleet
- 1996 - Alessia Cara, Canadees singer-songwriter
- 1996 - Andrija Živković, Servisch voetballer
- 1998 - Norbert Tóth, Hongaars autocoureur
- 2003 - Lenny Martinez, Frans wielrenner

## Overleden

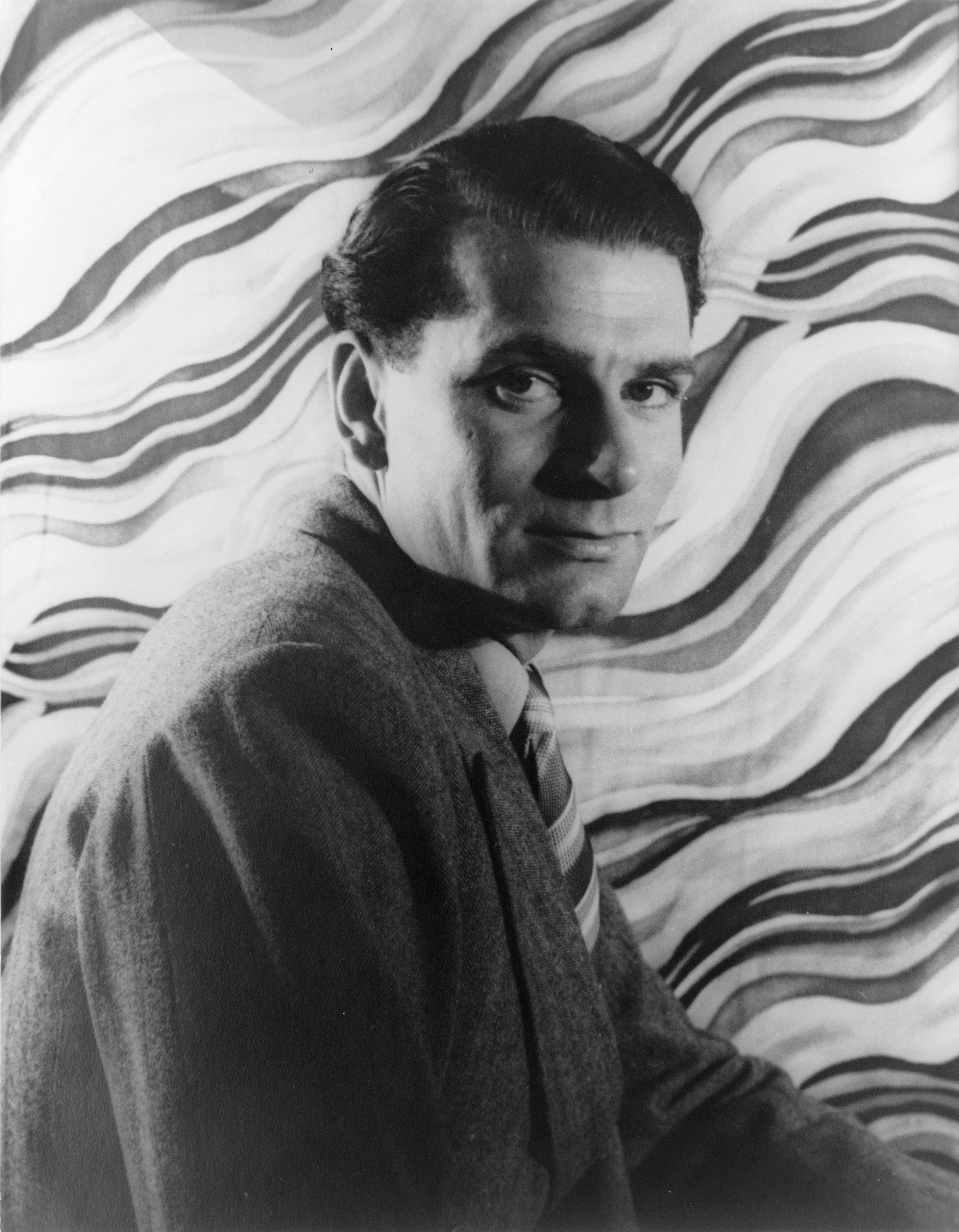
Laurence Olivier
overleden in 1989

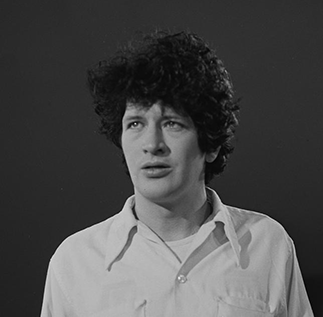
Herman Brood
overleden in 2001

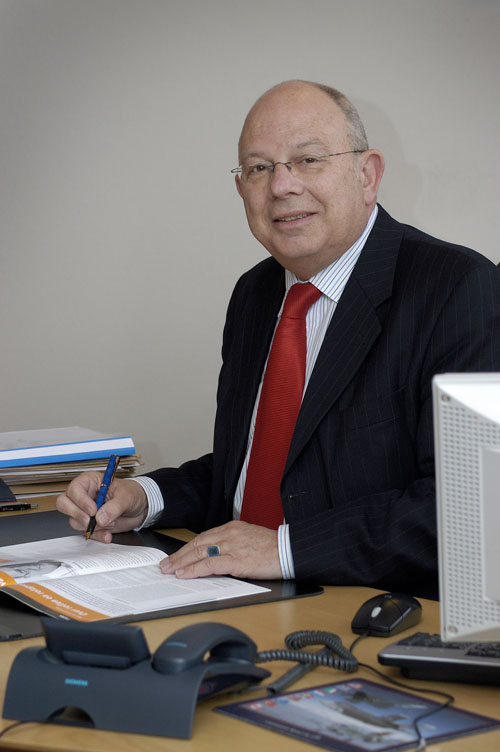
Cees Waal
overleden in 2011

- 472 - Anthemius (±52), keizer van Rome
- 969 - Olga van Kiev (±88), vorstin van het Kievse Rijk
- 1174 - Amalrik I van Jeruzalem (38)
- 1302 - Robert II van Artesië (51), bevelhebber van het Franse leger tijdens de Guldensporenslag
- 1535 - Joachim I Nestor van Brandenburg (51), keurvorst van Brandenburg
- 1593 - Giuseppe Arcimboldo (±66), Italiaans kunstschilder
- 1767 - Jan Pieter Theodoor Huydecoper (±39), directeur-generaal van de West-Indische Compagnie op de Goudkust
- 1833 - Yagan (circa 38), Aborigines opstandeling
- 1845 - Johann Wilhelm Meigen (83), Duits entomoloog
- 1855 - Charles de Meester (54), Belgisch politicus en burgemeester
- 1856 - Josef Kajetán Tyl (48), Tsjechisch toneelschrijver
- 1879 - Jacques-Antoine Moerenhout (83), Belgisch ontdekkingsreiziger, koopman en diplomaat
- 1916 - Rik Wouters (34), Belgisch beeldhouwer
- 1920 - Eugénie de Montijo (94), laatste keizerin der Fransen
- 1934 - Jan Stuyt (65), Nederlands architect
- 1937 - George Gershwin (38), Amerikaans componist en tekstschrijver
- 1941 - Arthur John Evans (90), Engels archeoloog
- 1948 - John Anderson (41), Amerikaans atleet
- 1959 - Marie Koenen (62), Nederlands romanschrijfster
- 1964 - Guillermo Subiabre (61), Chileens voetballer
- 1969 - Jan Coops (75), Nederlands scheikundige
- 1971 - John W. Campbell (61), Amerikaans sciencefictionschrijver
- 1971 - Pedro Rodriguez (31), Mexicaans autocoureur
- 1973 - Ludwik Gintel (73), Pools voetballer
- 1973 - Cesare Zerba (81), Italiaans kardinaal
- 1974 - Luc Indestege (73), Vlaams dichter en schrijver
- 1974 - Pär Lagerkvist (83), Zweeds schrijver
- 1977 - Itzhak Danziger (61), Israëlisch beeldhouwer
- 1981 - Mike Burch (74), Amerikaans autocoureur
- 1981 - Joop Portengen (64), Nederlands liedschrijver
- 1981 - Engelien Reitsma-Valença (92), Nederlands kunstenares
- 1985 - George Duvivier (64), Amerikaans jazz-bassist
- 1986 - Irving Schlein (81), Amerikaans componist, dirigent en pianist
- 1989 - Sir Laurence Olivier (82), Brits acteur en regisseur
- 1991 - Honorata de la Rama (86), Filipijns zangeres en actrice
- 1994 - Gary Kildall (52), Amerikaans softwareontwikkelaar
- 1994 - Savannah (23), Amerikaans pornoactrice en rock-groupie
- 1996 - René Abadie (60), Frans wielrenner
- 1999 - Rie Briejer (89), Nederlands atlete
- 1999 - Jan Sloot (53), Nederlands uitvinder
- 1999 - Jelle de Vries (78), Nederlands radioprogrammamaker
- 2000 - Robert Runcie (78), Brits aartsbisschop van Canterbury
- 2001 - Herman Brood (54), Nederlands zanger, pianist en kunstenaar
- 2005 - Jesus Iglesias (83), Argentijns autocoureur
- 2006 - Barnard Hughes (90), Amerikaans acteur
- 2006 - Jan Lenssens (70), Belgisch politicus
- 2006 - John Spencer (71), Brits snookerspeler
- 2007 - Lady Bird Johnson (94), weduwe van de Amerikaanse president Lyndon B. Johnson
- 2008 - Michael DeBakey (99), Amerikaans wetenschapper
- 2008 - John van Kesteren (87), Nederlands tenor
- 2009 - Witold Gruca (81), Pools danser en choreograaf
- 2009 - Geraint Owen (43), Welsh acteur en politicus
- 2011 - Tom Gehrels (86), Nederlands-Amerikaans astronoom
- 2011 - Cees Waal (67), Nederlands jurist en politicus
- 2012 - Rutger Kopland (77), Nederlands dichter en schrijver
- 2012 - Joe McBride (74), Schots voetballer
- 2012 - Bobby Nicol (76), Schots voetballer
- 2012 - André Simon (92), Frans autocoureur
- 2012 - Theresia Vreugdenhil (82), Nederlands modeontwerpster
- 2014 - Jean-Louis Gauthier (58), Frans wielrenner
- 2014 - Charlie Haden (76), Amerikaans jazzmuzikant
- 2015 - Giacomo Biffi (87), Italiaans kardinaal
- 2015 - Patricia Crone (69 of 70), Deens historica
- 2015 - Hussein Fatal (38), Amerikaans rapper
- 2015 - Satoru Iwata (55), Japans bedrijfsleider
- 2015 - Aijolt Kloosterboer (100), Nederlands burgemeester
- 2015 - André Leysen (88), Belgisch ondernemer en werkgeversvoorzitter
- 2016 - Corrado Farina (77), Italiaans filmregisseur, scenarioschrijver en auteur
- 2017 - Luigi Ferdinando Tagliavini (87), Italiaans organist, klavecinist, componist en muziekpedagoog
- 2018 - Lindy Remigino (87), Amerikaans atleet
- 2019 - Chris Konings (79), Nederlands atleet
- 2021 - Ferdinand Fransen (93), Nederlands ondernemer
- 2021 - Laurent Monsengwo Pasinya (81), Congolees kardinaal
- 2021 - Renée Simonot (109), Frans actrice
- 2021 - Sandra Timmerman (57), Nederlands zangeres
- 2022 - Diana Lebacs (74), Curaçaos auteur, zangeres, actrice en vertaalster
- 2022 - Monty Norman (94), Brits filmmuziekcomponist en zanger
- 2023 - Barend Blankert (81), Nederlands kunstenaar
- 2023 - Philippe Garot (74), Belgisch voetballer
- 2023 - Milan Kundera (94), Tsjechisch schrijver
- 2023 - Maurice Nio (63), Nederlands architect
- 2023 - Yuzo Toyama (92), Japans componist en dirigent
- 2024 - Shelley Duvall (75), Amerikaans actrice
- 2024 - Bas Maliepaard (86), Nederlands wielrenner
- 2024 - Tomas Seyler (49), Duits darter
- 2025 - Kitty Knappert (95), Nederlands actrice, danseres en regisseur
- 2025 - Donald Rose (110), Brits oorlogsveteraan

## Viering/herdenking
- Wereldbevolkingsdag
- Mongolië - Naadam

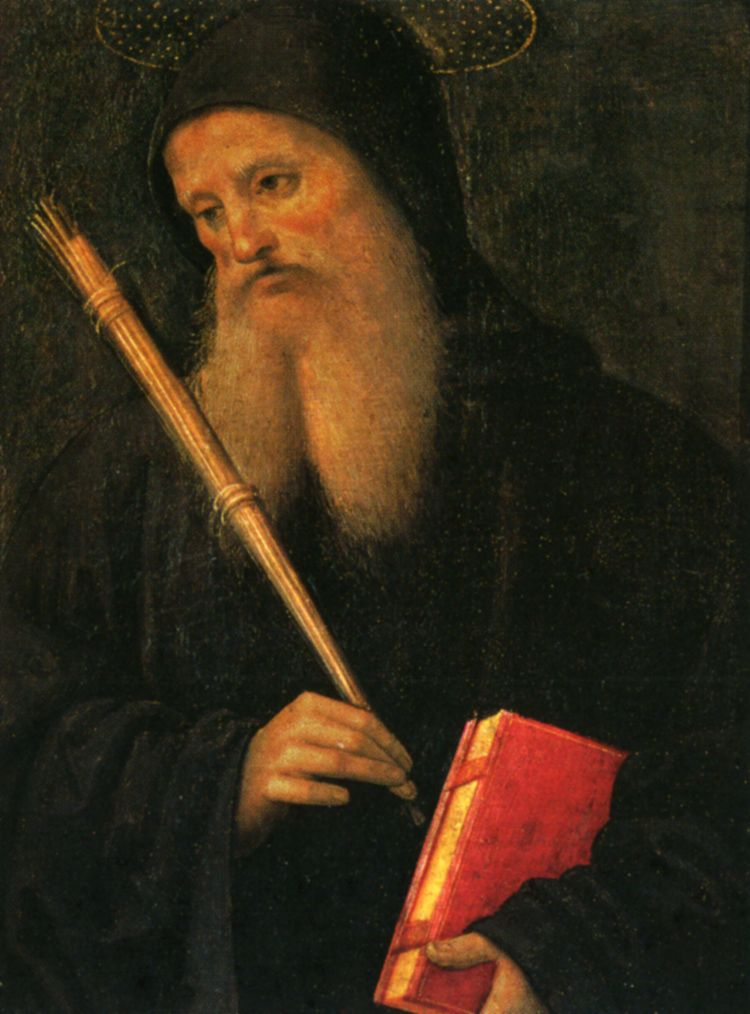
Benedictus van Nursia

- Feestdag van de Vlaamse Gemeenschap (1973) - Herdenking van de Guldensporenslag
- Herdenking van de slachtoffers van het bloedbad van Srebrenica in 1995.[9]
- Rooms-Katholieke kalender:
  - Heilige Benedictus (van Nursia) († c. 547), patroon v. Europa en vader van het westerse monnikendom - Gedachtenis
  - Heilige Oliver Plunkett († 1681)
  - Heilige Olga (van Kiev) († 969)
  - Heilige Paus Pius I († ca. 155/161)
  - Heilige Sigisbertus en Placidus van Disentis († 969)

## Weerextremen

### Nederland
| | Officiële records | Officiële records | Officiële records |      | Landelijke records | Landelijke records | Landelijke records |
| Gebeurtenis | Jaar              | Extreem           | Locatie           | Jaar | Extreem            | Locatie            |                    |
| --- | ----------------- | ----------------- | ----------------- | ---- | ------------------ | ------------------ | ------------------ |
| Laagste etmaalgemiddelde temperatuur (°C) | 1907              | 11,8              | De Bilt           |      | 1907 1930          | 11,2 11,2          | Eelde Maastricht   |
| Hoogste etmaalgemiddelde temperatuur (°C) | 1983              | 25,9              | De Bilt           |      | 1983               | 26,8               | Deelen             |
| Laagste minimumtemperatuur (°C) | 1922              | 5,6               | De Bilt           |      | 1907               | 4,3                | Eelde              |
| Hoogste minimumtemperatuur (°C) | 1941              | 19,7              | De Bilt           |      | 1923               | 21,0               | De Kooy            |
| Laagste maximumtemperatuur (°C) | 1942              | 14,7              | De Bilt           |      | 1980               | 13,1               | Maastricht         |
| Hoogste maximumtemperatuur (°C) | 1923              | 33,1              | De Bilt           |      | 1959               | 35,1               | Twenthe            |
| Hoogste uurgemiddelde windsnelheid (m/s) | 1942              | 14,4              | De Bilt           |      | 1942, 1968         | 21,6               | De Kooy            |
| Hoogste windstoot (m/s) | 1960              | 23,1              | De Bilt           |      | 1984               | 26,8               | Vlissingen         |
| Langste zonneschijnduur (uur) | 1994              | 15,6              | De Bilt           |      | 1994               | 15,6               | De Bilt            |
| Langste neerslagduur (uur) | 1942              | 12,8              | De Bilt           |      | 1942               | 12,8               | De Bilt            |
| Hoogste etmaalsom van de neerslag (mm) | 1942              | 53,6              | De Bilt           |      | 1995               | 54,2               | Westdorpe          |
| Laagste etmaalgemiddelde relatieve vochtigheid (%) | 1928              | 49                | De Bilt           |      | 1923               | 42                 | Maastricht         |
| Laagste uurwaarde luchtdruk op zeeniveau (hPa) | 2000              | 989,3             | De Bilt           |      | 2000               | 987,9              | Hoorn Terschelling |
| Hoogste uurwaarde luchtdruk op zeeniveau (hPa) | 1911              | 1032,2            | De Bilt           |      | 1911               | 1033,0             | Vlissingen         |
| Officiële records worden altijd gemeten op het KNMI-weerstation in De Bilt. Landelijke records kunnen worden gemeten op elk officieel KNMI-weerstation in Nederland. |                   |                   |                   |      |                    |                    |                    |

Uitzonderlijke gebeurtenissen
- 1921 - Eerste officiële tropische dag van het jaar (maximumtemperatuur ≥ 30 °C in De Bilt)
- 1941 - Officieel hoogste minimumtemperatuur in °C van het jaar gemeten in De Bilt: 19,7
- 1999 - Officieel hoogste minimumtemperatuur in °C van het jaar gemeten in De Bilt: 17,9

### België
Dagrecords
- 1888 - Laagste etmaalgemiddelde temperatuur 8,4 °C. Dit is de koudste dag ooit in de maand juli.
- 1995 - Hoogste etmaalgemiddelde temperatuur 26,5 °C
- 1888 - Laagste minimumtemperatuur 6,2 °C
- 1921 - Hoogste maximumtemperatuur 34,2 °C
- 1906 - Hoogste etmaalsom van de neerslag 24,8 mm

Uitzonderlijke gebeurtenissen
- 1921 - Maximumtemperatuur 35,0 °C in Gembloers en 40,0 °C in Sint-Joost-ten-Node (geen officiële meting).
- 1984 - Tornado met veel schade in de streek van Virton.
- 1995 - Neerslag in één dag: tot 119 mm in Brasschaat.

<< · 1 · 2 · 3 · 4 · 5 · 6 · 7 · 8 · 9 · 10 · 11 · 12 · 13 · 14 · 15 · 16 · 17 · 18 · 19 · 20 · 21 · 22 · 23 · 24 · 25 · 26 · 27 · 28 · 29 · 30 · 31 · >>